# Lenovo Vibe S1 Lite
Lenovo Vibe S1 Lite — смартфон компанії Lenovo, працює на базі ОС Android 5.1 Lollipop.

## Загальна характеристика смартфона

### Зовнішній вигляд
Прямокутний, з заокругленнями на краях. Матеріали з яких виготовлений корпус: пластик, метал і скло. Lenovo Vibe S1 Lite має ергономічний корпус з обрамленням металевого кольору і вигнутою задньою панеллю.

### Апаратне забезпечення
Смартфон працює на базі восьмиядерного процесора MT6753 ARM Cortex-A53 від MediaTek із тактовою частотою 1,3 ГГц, графічний процесор — Mali-T720 MP2. Оперативна пам'ять — 2 Гб і вбудована пам'ять — 16 Гб (карта пам'яті microSD до 32 Гб).
Апарат оснащений 5-дюймовим екраном із розрішенням 1080 x 1920 пікселів, тобто із щільністю пікселів 441 (ppi), що виконаний за технологією IPS.
В апарат вбудовано 13-мегапіксельну основну камеру, що може знімати відео із розрішенням Full HD із частотою 30 кадрів за секунду, і фронтальною 8-мегапіксельною камерою (1080p, 30 кадрів на секунду). Дані передаються бездротовими модулями Wi-Fi (802.11b/g/n), Bluetooth 4.0. Підтримує мобільні мережі 4 покоління, вбудована антена стандарту GPS, має і A-GPS. Весь апарат працює від незмінного Li-Po акумулятора ємністю 2700 мА·г.

### Сім-карти
Апарат використовує 2 сім-карти: Micro-SIM та Nano, що поєднана з microSD.

### Програмне забезпечення
Смартфон постачається із встановленою OC Android Lollipop версії 5.1.

## Особливості
Ця модель оснащена фронтальною камерою з об'єктивом, що складається з п'яти оптичних елементів, які забезпечують чіткість зйомки при поганому освітленні. Камера побудована на сенсорі зображення Sony та доповнена вбудованим спалахом. Також є основна камера з фазовим автофокусуванням і подвійним світлодіодним спалахом.

## Продажі в Україні
Смартфон Lenovo Vibe S1 Lite був представлений на початку поточного року на виставці CES 2016. Смартфон почав продаватись в Україні з березня 2016 року.